# Cina (film)
Cina (China) è un film del 1943 diretto da John Farrow.
È un film drammatico statunitense interpretato da Alan Ladd, William Bendix e Loretta Young. La pellicola è ambientata nella Cina occupata dalle forze d'invasione nipponiche durante la seconda guerra mondiale poco prima dell'attacco di Pearl Harbor.

## Trama
Mr. Jones, un losco affarista americano privo di scrupoli, non si preoccupa di vendere petrolio ai giapponesi pur di guadagnare soldi.
Contro il consiglio e l'opinione del suo amico e socio Johnny Sparrow, Mr. Jones si reca a Shanghai per incontrare una rappresentanza giapponese per concludere un importante affare.
Durante il tragitto i due soci vengono costretti a fermarsi a causa di una forte tempesta e saranno poi bloccati dai guerriglieri cinesi che li costringeranno a portare con sé una scolaresca di bambini cinesi insieme alla loro educatrice di nazionalità americana, Carolyn Grant.
Carolyn, a differenza di Mr. Jones, è una fervente patriota e le sue ingerenze, la preoccupazione per i bambini cinesi e di un altro fanciullo salvato lungo la strada indurranno Jones a riconsiderare duramente il proprio cinismo.